# Arlene
Arlene ist ein weiblicher Vorname.

## Namensträgerinnen
- Arlene Blum (* 1945), US-amerikanische Bergsteigerin, Schriftstellerin und Umweltwissenschaftlerin
- Arlene Boxhall (* 1961), simbabwische Hockeyspielerin
- Arlene Dahl (1925–2021), US-amerikanische Schauspielerin
- Arlene Kaplan Daniels (1930–2012), US-amerikanische Soziologin
- Arlene Donovan (1927–2024), US-amerikanische Filmproduzentin
- Arlene Foster (* 1970), nordirische Politikerin
- Arlene Francis (1907–2001), US-amerikanische Schauspielerin
- Arlene Golonka (1936–2021), US-amerikanische Schauspielerin
- Arlene Martel (1936–2014), US-amerikanische Schauspielerin
- Arlene McCarthy (* 1960), britische Politikerin
- Arlene Pach (1928–2000), kanadische Pianistin und Musikpädagogin
- Arlene Sanford (* 20. Jahrhundert), US-amerikanische Filmregisseurin, Drehbuchautorin und Filmproduzentin
- Arlene Saunders (1930–2020), US-amerikanische Opernsängerin
- Arlene Sharpe (* vor 1981), US-amerikanische Immunologin
- Arlene Swidler (1929–2008), US-amerikanische Theologin und Autorin

## Sonstiges
- Name verschiedener tropischer Wirbelstürme
- Liste aller Wikipedia-Artikel, deren Titel mit Arlene beginnt
- Liste aller Wikipedia-Artikel, deren Titel Arlene enthält